# Elevator Boys
De Elevator Boys is een groep van vijf Duitse jonge mannen die bekendheid hebben verworven door hun video's op het socialemediaplatform TikTok. De groep bestaat uit vijf leden: Bene Schulz, Jacob Rott, Julien Brown, Luis Freitag en Tim Schäcker. Ze zijn vooral bekend om hun video's die miljoenen views en volgers op TikTok hebben opgeleverd.

## Geschiedenis
De Elevator Boys begonnen hun carrière op TikTok, waar ze video's maakten van zichzelf. Deze video's werden al snel populair en de groep kreeg een grote aanhang op het platform. Ze werden bekend om hun creatieve choreografieën en het gebruik van de beperkte ruimte in een lift. In 2021 gingen ze samenwonen in de Elevator Mansion. Naast hun succes op TikTok, begonnen de Elevator Boys ook aan hun muzikale carrière. In 2023 brachten ze hun eerste single uit, Elevator Love. Ze hebben hun muzikale debuut gemaakt voor 80.000 toeschouwers tijdens het Capital's Summertime Ball in het Wembley Stadion in Londen.

## Leden
De Elevator Boys bestaat uit vijf leden:
- Bene Schulz
- Jacob Rott
- Julien Brown
- Luis Freitag
- Tim Schäcker